# Kostel svaté Alžběty Durynské (Kbely)
Kostel svaté Alžběty Durynské v Praze-Kbelích je římskokatolický farní kostel vystavěný v letech 2001–2003 v moderním slohu. Nachází se na nároží dnešních ulic Vrchlabské a Železnobrodské (Vrchlabská č. 42/41) v Praze 19 – Kbelích poblíž pramene Vinořského potoka.

## Historie

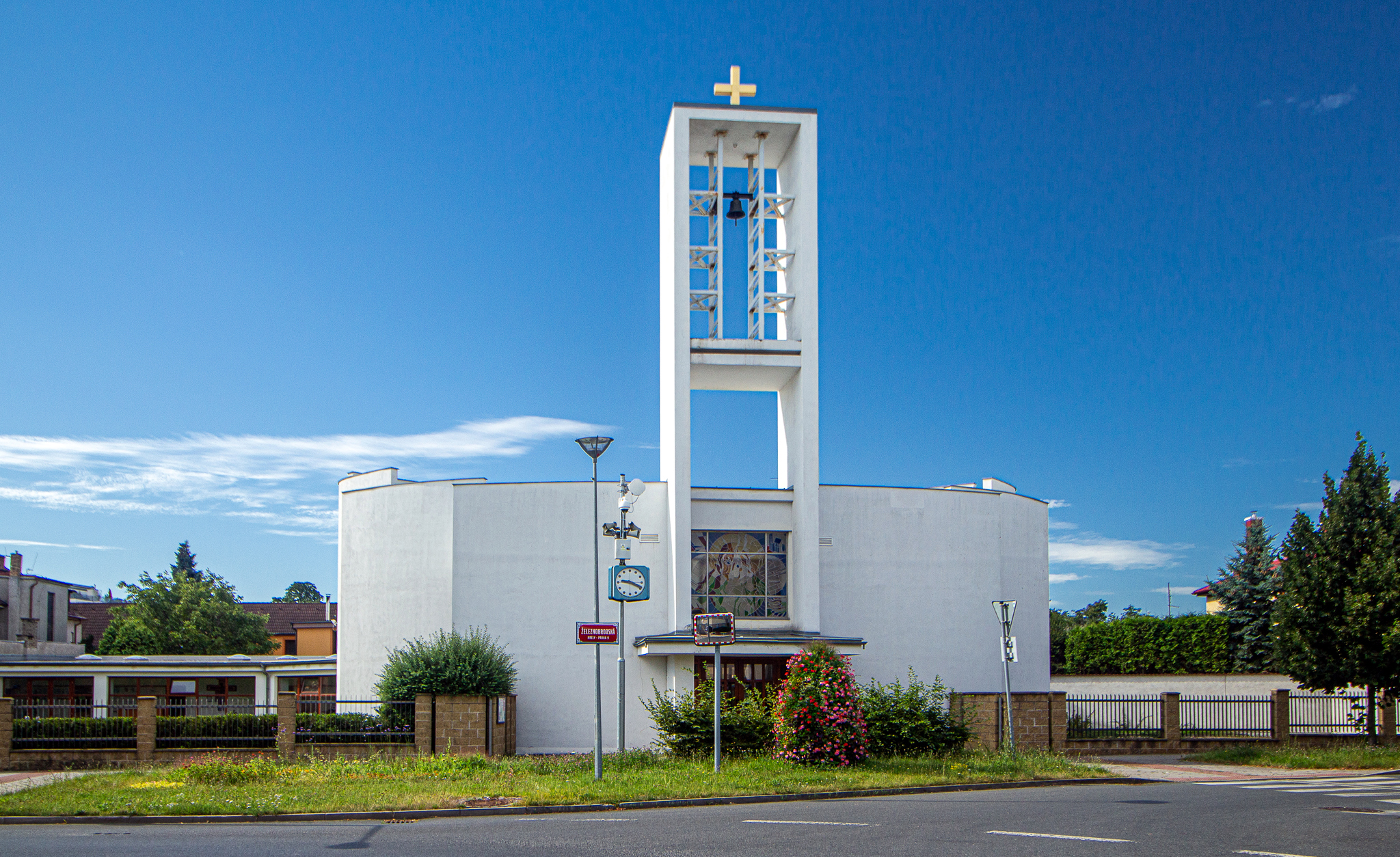
Průčelí kbelského kostela sv. Alžběty

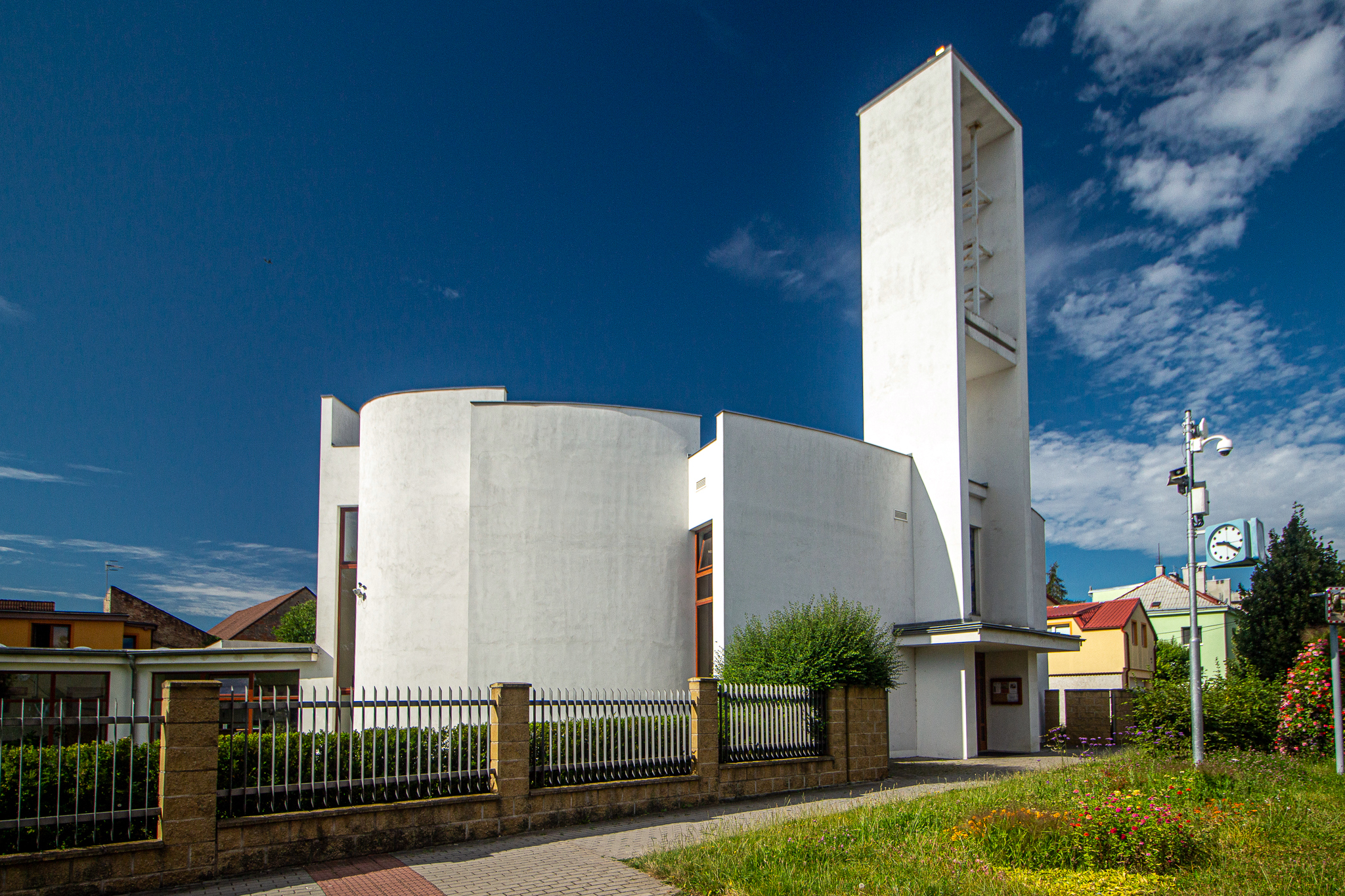
Kostel sv. Alžběty

Ačkoli je obec Kbely připomínána již roku 1130, kdy ji kníže Soběslav I. daroval vyšehradské kapitule, neměly do té doby Kbely vlastní kostel a obec náležela k vinořské farnosti při kostele Povýšení sv. Kříže.
V době po první světové válce se tehdy ještě zemědělská obec za Prahou začala rozrůstat, a to i díky kbelskému letišti, prvnímu v Praze i na českém území. Díky tomu také vznikla potřeba nového svatostánku. Roku 1931 zakoupil dr. František Nosek stavební parcelu ve Kbelích a nechal zde vystavět kapli. Ta byla vysvěcena dne 28. října 1932 velmistrem rytířského řádu křižovníků, dr. Josefem Vlasákem s patrociniem sv. Alžbětě Uherské.
Od 27. ledna 1997 se Kbely staly kvazifarností.
Ačkoli se o výstavbě kbelského kostela uvažovalo již před druhou světovou válkou, nový kostel svaté Alžběty na místě starší kaple byl postaven až v letech 2001–2003. Nový kostel byl vysvěcen 13. června 2004 kardinálem Miloslavem Vlkem.
Ideový projekt kostela připravil architekt Bernardo d'Ambrose, který se inspiroval charitativní činností sv. Alžběty. Kostelu vtiskl podobu bochníku chleba, z něhož část byla odkrojena a rozdána.